# Kabinet-Erhard I
Het kabinet–Erhard I was het West-Duitse kabinet van 16 oktober 1963 tot 26 oktober 1965. Het kabinet werd gevormd door de politieke partijen Christlich Demokratische Union Deutschlands (CDU)-Christlich-Soziale Union (CSU) en de Freie Demokratische Partei (FDP) na het aftreden van Konrad Adenauer. Ludwig Erhard van de CDU diende als bondskanselier en Erich Mende de partijleider van de FDP diende als vicekanselier en bondsminister voor Oost-Duitse Betrekkingen.

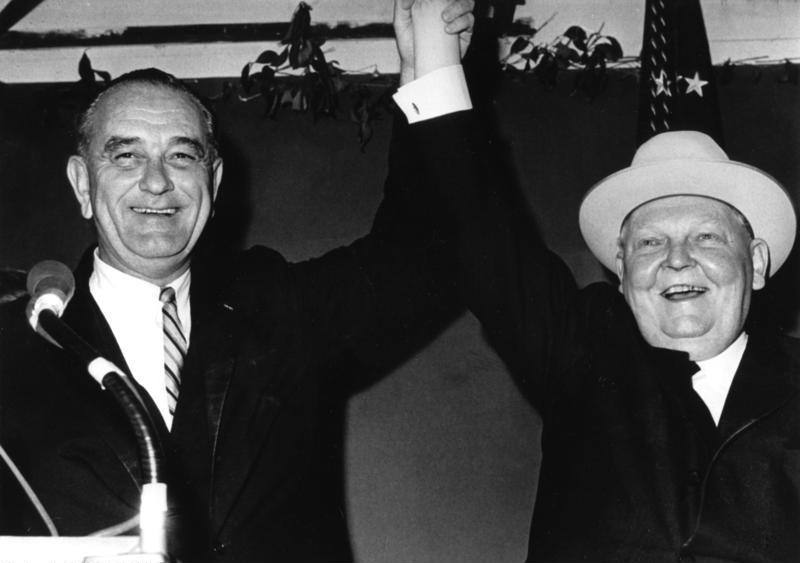
President van de Verenigde Staten Lyndon B. Johnson en bondskanselier Ludwig Erhard in Stonewall, Texas op 28 december 1963.

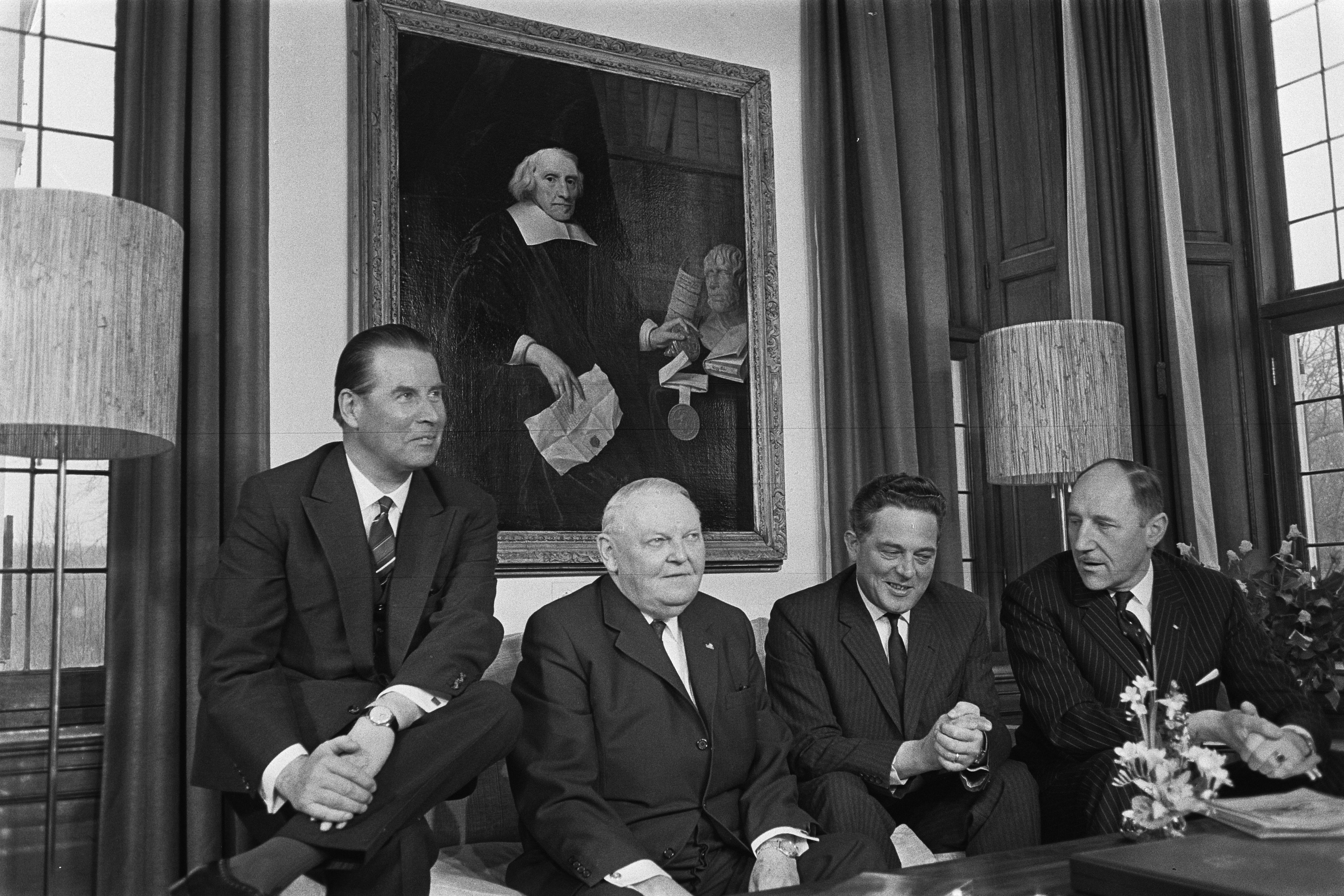
Bondsminister van Buitenlandse Zaken Gerhard Schröder, bondskanselier Ludwig Erhard, premier van Nederland Victor Marijnen en Nederlandse minister van Buitenlandse Zaken Joseph Luns in het Catshuis op 2 maart 1964.

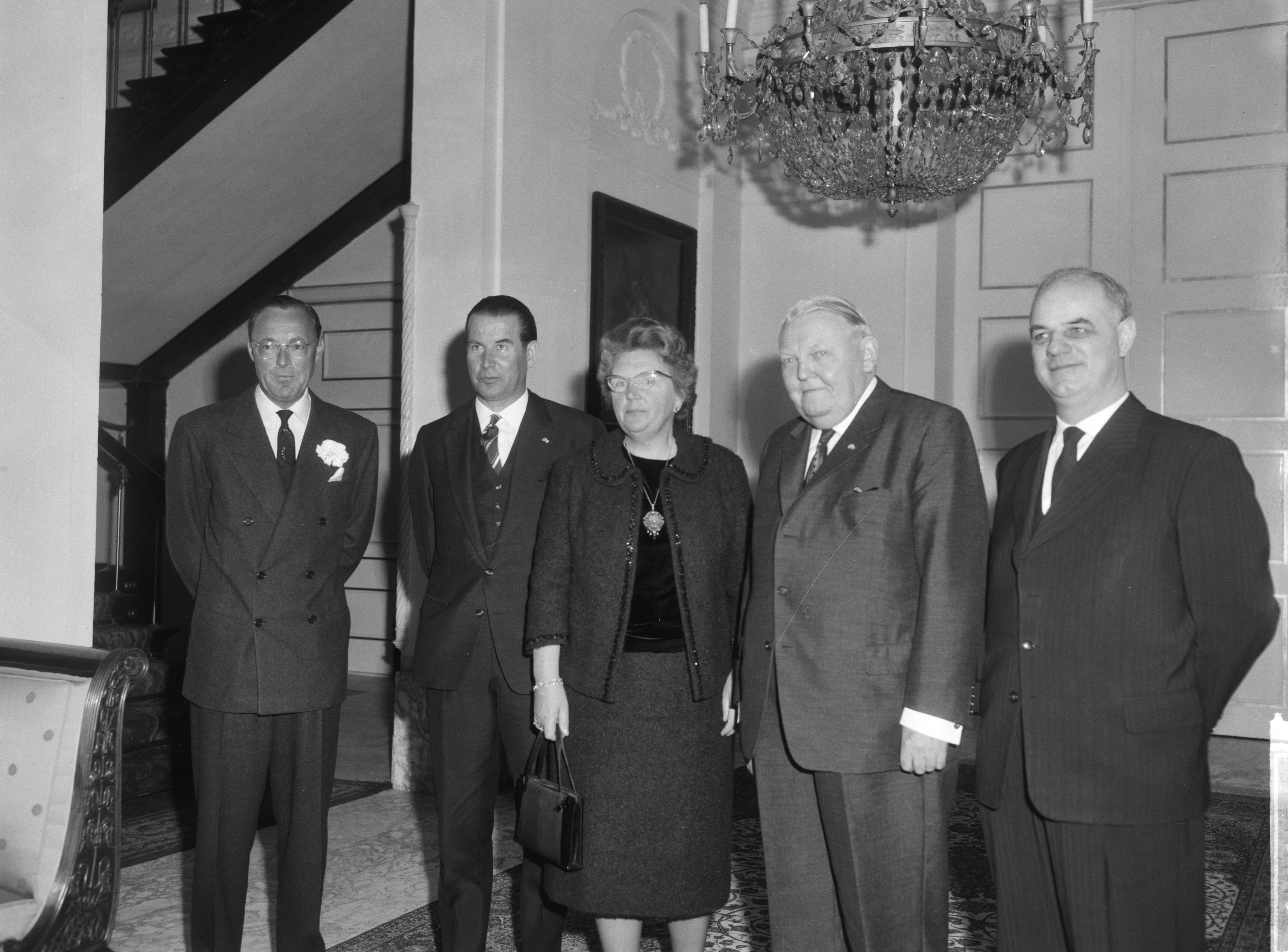
Prins Bernhard, bondsminister van Buitenlandse Zaken Gerhard Schröder, Koningin Juliana, bondskanselier Ludwig Erhard en de Duitse ambassadeur in Nederland Hans Berger op Paleis Soestdijk op 3 maart 1964.

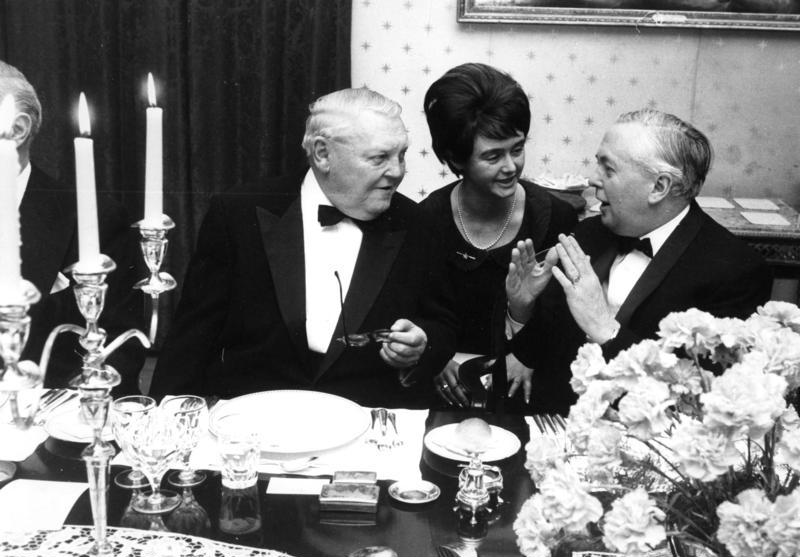
Bondskanselier Ludwig Erhard en premier van het Verenigd Koninkrijk Harold Wilson op 10 Downing Street op 18 maart 1965.

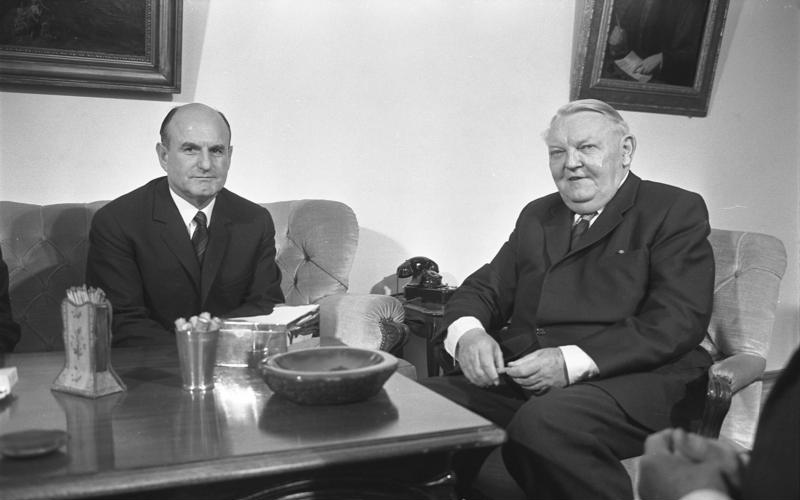
Bondskanselier van Oostenrijk Josef Klaus en bondskanselier Ludwig Erhard in Bonn op 29 mei 1965.

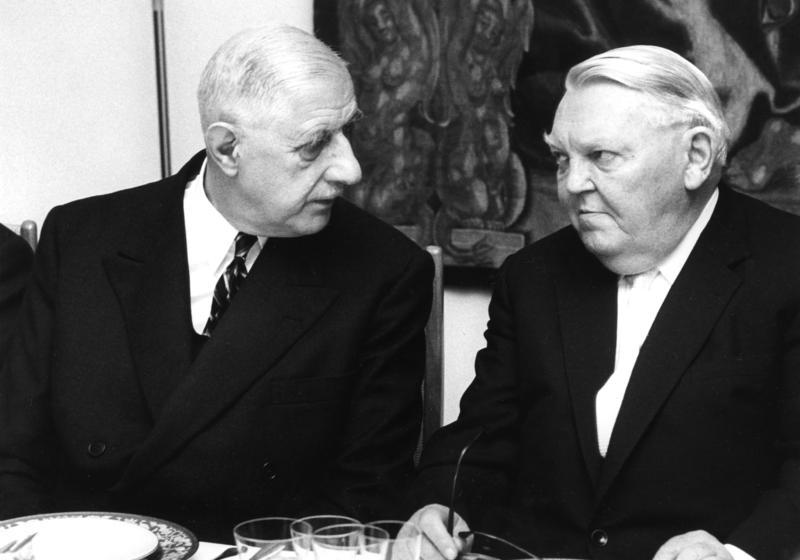
President van Frankrijk Charles de Gaulle en bondskanselier Ludwig Erhard in Bonn op 11 juni 1965.

| Ambtsbekleders                              | Ambtsbekleders         | Ambtsbekleders                     | Functie(s)                                                                | Termijn           | Termijn          | Partij(en) |
| ------------------------------------------- | ---------------------- | ---------------------------------- | ------------------------------------------------------------------------- | ----------------- | ---------------- | ---------- |
|                                             | Ludwig Erhard          | Ludwig Erhard (1897–1977)          | Bondskanselier                                                            | 16 oktober 1963   | 1 december 1966  | CDU        |
|                                             | Erich Mende            | Erich Mende (1916–1998)            | Vicekanselier                                                             | 16 oktober 1963   | 28 oktober 1966  | FDP        |
| Bondsminister voor Oost-Duitse Betrekkingen | Erich Mende            | Erich Mende (1916–1998)            |                                                                           | 16 oktober 1963   | 28 oktober 1966  | FDP        |
|                                             | Hermann Höcherl        | Hermann Höcherl (1912–1989)        | Bondsminister van Binnenlandse Zaken                                      | 14 november 1961  | 26 oktober 1965  | CSU        |
|                                             | Gerhard Schröder       | Gerhard Schröder (1910–1989)       | Bondsminister van Buitenlandse Zaken                                      | 30 oktober 1961   | 1 december 1966  | CDU        |
|                                             | Rolf Dahlgrün          | Rolf Dahlgrün (1908–1969)          | Bondsminister van Financiën                                               | 19 november 1962  | 28 oktober 1966  | FDP        |
|                                             | Ewald Bucher           | Ewald Bucher (1914–1991)           | Bondsminister van Justitie                                                | 14 december 1962  | 26 maart 1965    | FDP        |
|                                             | Karl Weber             | Karl Weber (1898–1985)             | Bondsminister van Justitie                                                | 26 maart 1965     | 26 oktober 1965  | CDU        |
|                                             | Kurt Schmücker         | Kurt Schmücker (1919–1996)         | Bondsminister van Economische Zaken                                       | 16 oktober 1963   | 1 december 1966  | CDU        |
|                                             | Kai-Uwe von Hassel     | Kai-Uwe von Hassel (1913–1997)     | Bondsminister van Defensie                                                | 16 december 1962  | 1 december 1966  | CDU        |
|                                             | Elisabeth Schwarzhaupt | Elisabeth Schwarzhaupt (1901–1986) | Bondsminister van Volksgezondheid                                         | 14 november 1961  | 1 december 1966  | CDU        |
|                                             | Theodor Blank          | Theodor Blank (1905–1972)          | Bondsminister van Arbeid en Sociale Zaken                                 | 29 oktober 1957   | 26 oktober 1965  | CDU        |
|                                             | Hans-Christoph Seebohm | Hans-Christoph Seebohm (1903–1967) | Bondsminister van Verkeer                                                 | 15 september 1949 | 1 december 1966  | CDU        |
|                                             | Paul Lücke             | Paul Lücke (1914–1976)             | Bondsminister van Volkshuisvesting, Stedelijke Ontwikkeling en Woningbouw | 29 oktober 1957   | 26 oktober 1965  | CDU        |
|                                             | Werner Schwarz         | Werner Schwarz (1902–1982)         | Bondsminister van Landbouw, Voedsel en Bosbeheer                          | 15 september 1959 | 26 oktober 1965  | CDU        |
|                                             | Richard Stücklen       | Richard Stücklen (1897–1976)       | Bondsminister van Posterijen en Telecommunicatie                          | 29 oktober 1957   | 1 december 1966  | CSU        |
|                                             | Werner Dollinger       | Werner Dollinger (1918–2008)       | Bondsminister voor Financiële Bezittingen                                 | 14 december 1962  | 1 december 1966  | CSU        |
|                                             | Walter Scheel          | Walter Scheel (1919–2016)          | Bondsminister voor Economische Betrekkingen                               | 14 december 1962  | 28 oktober 1966  | FDP        |
|                                             | Hans Lenz              | Hans Lenz (1907–1968)              | Bondsminister voor Onderzoek en Technologie                               | 14 december 1962  | 26 oktober 1965  | FDP        |
|                                             | Hans Krüger            | Hans Krüger (1902–1971)            | Bondsminister voor Vluchtelingen en Oorlogsslachtoffers                   | 16 oktober 1963   | 11 februari 1964 | CDU        |
|                                             |                        |                                    | Bondsminister voor Vluchtelingen en Oorlogsslachtoffers                   | Vacant            |                  |            |
|                                             | Ernst Lemmer           | Ernst Lemmer (1898–1970)           | Bondsminister voor Vluchtelingen en Oorlogsslachtoffers                   | 19 februari 1964  | 26 oktober 1965  | CDU        |
|                                             | Bruno Heck             | Bruno Heck (1917–1989)             | Bondsminister voor Familie en Jeugd Zaken                                 | 14 december 1962  | 1 oktober 1968   | CDU        |
|                                             | Alois Niederalt        | Alois Niederalt (1911–2004)        | Bondsminister voor de Bondsraad                                           | 14 december 1962  | 1 december 1966  | CSU        |
|                                             | Heinrich Krone         | Heinrich Krone (1905–1982)         | Bondsminister voor de Federale Veiligheidsraad                            | 14 november 1961  | 1 december 1966  | CDU        |
|                                             | Ludger Westrick        | Ludger Westrick (1894–1990)        | Bondsminister zonder portefeuille                                         | 13 juli 1964      | 1 december 1966  | CDU        |
| Chef des Bundeskanzleramts                  | Ludger Westrick        | Ludger Westrick (1894–1990)        |                                                                           | 13 juli 1964      | 1 december 1966  | CDU        |